# Егесипп
Егеси́пп, Гегеси́пп, Эгеси́пп (др.-греч. Ἡγήσιππος; умер около 180 года) — раннехристианский автор, который обличал ереси гностиков и Маркиона. Со слов Евсевия, он жил в правление Адриана, прибыл из Коринфа в Рим при папе Аникете и был ещё жив при папе Элевтерии. Его сочинения не сохранились, за исключением отдельных выдержек, которые цитирует в «Церковной истории» сам Евсевий.

## Биография
Из сочинения Евсевия следует, что Гегесипп в пяти книгах записал апостольскую традицию. Будучи евреем, он поначалу исповедовал иудаизм и был знаком с Евангелием евреев. Евсевий позаимствовал из его сочинения описание мученичества св. Иакова и, возможно, перечень первых иерусалимских епископов. В Средние века «Церковная история Гегесиппа» упоминается в каталоге книг Корбийского аббатства, в восточных же библиотеках она сохранялась до XVII века.